# Wladimir Borissowitsch Stockmann
Wladimir Borissowitsch Stockmann (russisch Владимир Борисович Штокман; * 1909 in Moskau; † 1968 ebenda) war ein russischer Ozeanograph.

## Leben
Stockmann, Sohn eines Maschinenbauingenieurs, begann 1929 das Studium an der Universität Moskau (MGU) in der mathematischen Abteilung der physikalisch-mathematischen Fakultät. Als aus der Universität heraus das Staatliche Moskauer Institut für Hydrometeorologie (MGMI) gebildet wurde, setzte Stockmann dort sein Studium fort.
Ab 1930 arbeitete Stockmann zunächst als Praktikant und dann als wissenschaftlicher Mitarbeiter im Moskauer Staatlichen Institut für Ozeanologie. Als Leiter einer Expedition führte er Untersuchungen in der Motowski-Bucht durch. 1934 wurde er nach Baku geschickt, um an der Aserbaidschanischen Filiale des Allunionsinstituts für Fischereiwirtschaft und Ozeanographie (WNIRO) das Laboratorium für Physikalische Ozeanologie zu organisieren und dann zu leiten. Zur systematischen Untersuchung des Kaspischen Meeres führte er mit Benutzung der Wahrscheinlichkeitstheorie neue Methoden zur Gewinnung von verlässlichen Daten für statistische Auswertungen ein. Daraus entwickelten sich später die Prinzipien der Polygon-Methodik für Meeresuntersuchungen.

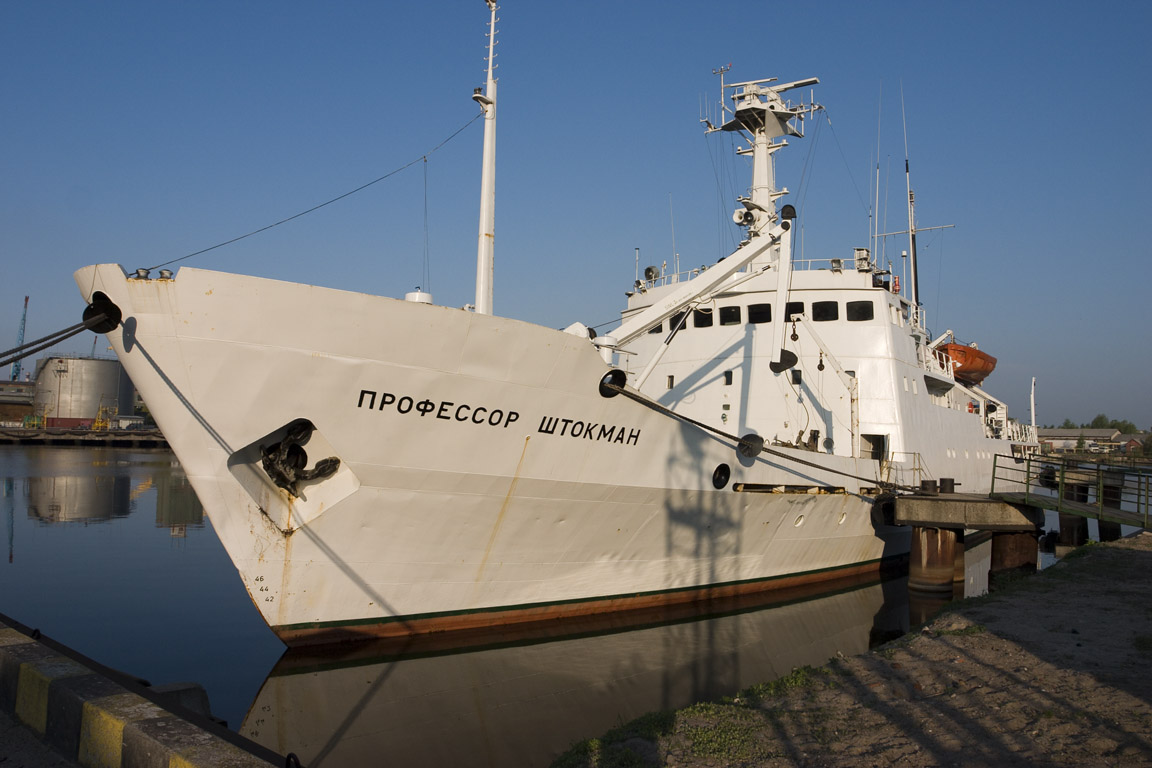
Forschungsschiff des Schirschow-Instituts für Ozeanologie

1938 wurde Stockmann nach Moskau zurückversetzt, um im WNIRO die Abteilung für Hydrologie zu leiten. 1939 wurde er in die Abteilung für Meeresphysik des von Otto Juljewitsch Schmidt geleiteten Instituts für Theoretische Physik der Akademie der Wissenschaften der UdSSR (AN-SSSR, seit 1991 Russische Akademie der Wissenschaften (RAN)) geholt. Zu Beginn des Deutsch-Sowjetischen Krieges wurde er nach Krasnojarsk evakuiert, wo er im Arktis-Forschungsinstitut (ANII) arbeitete. 1943 wechselte er in das nach Krasnojarsk evakuierte Laboratorium für Ozeanologie der AN-SSSR, das 1946 das Institut für Ozeanologie (IOAN, jetzt Schirschow-Institut für Ozeanologie) der AN-SSSR in Moskau wurde. 1944 wurde er zum Doktor der physikalisch-mathematischen Wissenschaften promoviert. 1947 folgte die Ernennung zum Professor. Er leitete die Abteilung für physikalische Ozeanologie und dann das Laboratorium für Meeresdynamik. Mit seinen Untersuchungen konnte er die Gründe für die Strömungsintensivierung an den westlichen Küsten für den Golfstrom und den Kuroshio aufklären. Durch Berücksichtigung des Bodenreliefs und der ungleichmäßigen Windverhältnisse erklärte er die anomalen Strömungen im Aralsee. Seine vielfältigen Arbeiten führten zur Gründung weiterer Laboratorien. Zu seinen Schülern gehörten Rostislaw Wsewolodowitsch Osmidow und Michail Nikolajewitsch Koschljakow.
Das Forschungsschiff des Schirschow-Instituts für Ozeanologie trägt Stockmanns Namen ebenso wie das russische Erdgasfeld Stockmann in der südlichen Barentssee.